# 亞里納科查區

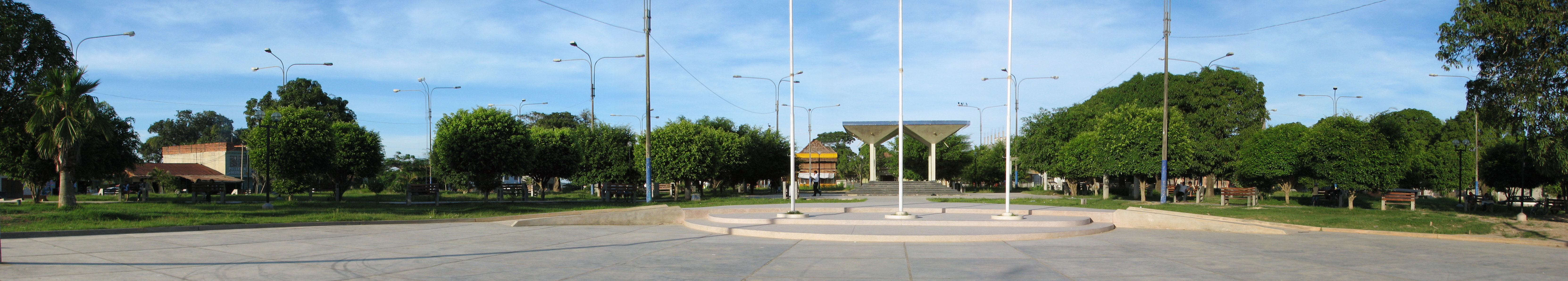

亞里納科查區（西班牙語：Distrito de Yarinacocha），是秘魯的一個區，位於該國東部烏卡亞利大區的波蒂略上校省，始建於1964年10月16日，面積596.2平方公里，2005年人口67,681，人口密度每平方公里110人。